# Лисовский, Константин Павлович
Константин Павлович Лисовский (22 октября 1932, Ленинград — 4 октября 2023) — советский и российский певец (тенор), педагог, народный артист РСФСР (1983).

## Биография
Родился 22 октября 1932 года в Ленинграде.
В 1951 году окончил Горьковский авиационный техникум им. П. И. Баранова и был направлен на завод.
В 1953—1957 годах учился на вокальном отделении музыкального училища при Московской консерватории имени П. И. Чайковского. С 1954 года был на военной службе в Краснознаменном ансамбле песни и пляски имени А. В. Александрова.
В 1965—1997 годах был солистом Московской филармонии. Репертуар певца был очень широк — от музыки старинных мастеров до современных произведений, от народных песен разных стран и вокальных миниатюр до оперных партий. Среди кантатно-ораториальной музыки: «Торжественная месса» и 9-я симфония Бетховена, реквиемы Моцарта, Верди, Бриттена, Брукнера, оратория Генделя «Мессия», торжественная месса Россини, месса Пуччини. Гастролировал в более чем 30 странах мира.
Много записывался на радио, пластинках, компакт-дисках: Вакула (П. Чайковский «Черевички»), Шуйский (М. Мусоргский «Борис Годунов»), Левко (Н. Римский-Корсаков «Майская ночь»; удостоена «Гран при» Французской академии грамзаписи (1973). Вокальные циклы Г. Свиридова «Слободская лирика» и А. Николаева «Девять песен на стихи А. Гидаша» («Мелодия», 1981); А. Николаева на стихи Е. Баратынского, И. Бунина, М. Лермонтова; Р. Бойко на стихи С. Есенина; М. Мирзоева «Персидские напевы». Записал антологию романсов С. Рахманинова, П. Чайковского, А. Бородина.
В 1967 году окончил Государственный музыкально-педагогический институт имени Гнесиных (класс Г. Г. Адена).
С 1979 года преподавал на кафедре сольного пения Российской академии музыки имени Гнесиных (с 1989 года — доцент, позже — профессор). Среди его учеников — солисты оперных театров, филармоний и других концертных организаций: народный артист России С. Банков; заслуженные артисты России С. Зуев и В. Ананьев; А. Голев, А. Сальников, О. Косяков, Р. Шулаков, А. Захаров, И. Никольская, И. Башкирева, Д. Фадеев, А. Пронин, А. Вдовенко, Д. Гриних, Т. Калько, Л. Бомштейн.
С 2013 по 2015 годы преподавал сольное академическое пение на кафедре оперного пения Российской государственной специализированной академии искусств. Среди учеников: доцент кафедры оперного пения РГСАИ О. Г. Гринько.
Скончался 4 октября 2023 года на 91-м году жизни. Об этом на своей странице на Facebook сообщила его дочь Янина Лисовская. Похоронен на Троекуровском кладбище в Москве, участок 6а.

## Семья
- Жена — Людмила Николаевна Лисовская, переводчица.
- Брат — Лисовский Владимир Павлович.
- Дочь — Янина Константиновна Лисовская (род. 1961), советская и немецкая актриса театра и кино, театральный режиссёр, преподаватель актёрского мастерства. Живёт в Германии[5].

## Награды и премии
- 6-я премия Всесоюзного конкурса вокалистов имени Глинки (1965)
- 3-я премия III Международного конкурса им. П. И. Чайковского (1966, Москва).
- «Гран при» Французской Академии грамзаписи (1973).
- Заслуженный артист РСФСР (1.3.1978)[6].
- Народный артист РСФСР (1983).